# Конвенция за международна търговия със застрашени видове от дивата фауна и флора
Конвенцията за международна търговия със застрашени видове от дивата фауна и флора (на английски: Convention on International Trade in Endangered Species of Wild Fauna and Flora, CITES), известна и като Вашингтонската конвенция, е международно междуправителствено споразумение.
Изготвено в резултат на решение, прието през 1963 г. на среща на членовете на Международния съюз за защита на природата (IUCN). Текстът на конвенцията е договорен през 1973 г., а документът влиза в сила на 1 юли 1975 г. Целта е да се гарантира, че международната търговия с екземпляри от диви животни и растения не застрашава тяхното оцеляване и че отговаря на разнообразните нужди за защита на повече от 33 000 вида животни и растения.